# Каликантовые
Каликантовые (лат. Calycanthaceae) — семейство двудольных растений, входящее в порядок Лавроцветные (Laurales).

## Распространение и экология
Представители семейства произрастают главным образом в листопадных лесах и кустарниковых зарослях в умеренно тёплом климате Северной Америки и Восточной Азии, за исключением идиоспермума (Idiospermum), растущего во влажных тропических лесах Северной Австралии.

## Ботаническое описание
Листопадные, реже вечнозелёные кустарники с ароматической корой. 
Почки голые, иногда укрытые основанием листа, реже одетые чешуями. Листорасположение супротивное. Листья простые, цельнокрайные, с перистым жилкованием, с эфирномасличными железками, при растирании издающие приятный аромат, без прилистников, короткочерешчатые. 
Цветки обоеполые, одиночные, в пазухах листьев на концах укороченных веточек, правильные, душистые; околоцветник из лепестковидных, спирально расположенных листочков. Тычинки в числе 5—30, наружные — превращенные в стаминодии; пестики многочисленные, свободные, расположенные по дну и стенкам внутренней стороны бокаловидного цветоложа; семяпочки в числе 2. 
Плоды односемянные, заключенные в кувшинообразное плодовместилище (разросшееся цветоложе). Семена без эндосперма; семядоли спирально скрученные, широкопочковидные, с ушками у основания. 
| |  |  |  |
| Слева направо: Листья (Sinocalycanthus chinensis). Цветок (Каликант западный). Плод (Chimonanthus praecox). Семена (Каликант цветущий). |  |  |  |

## Роды
Семейство включает в себя 4 рода и 7—12 видов:
- Calycanthus L. typus — Каликантус, или Каликант, включает 2—4 вида произрастающих на западе и юго-востоке Северной Америки.
- Chimonanthus Lindl. — Химонантус, или Химонант, включает 3—6 видов произрастающих в Восточной Азии.
- Idiospermum S.T.Blake — Идиоспермум, включает один вид произрастающий в Австралии.
- Sinocalycanthus (W.C.Cheng & S.Y.Chang) W.C.Cheng & S.Y.Chang, включает один вид произрастающий в Восточной Азии.[1]